# Vems lilla mössa flyger?
Vems lilla mössa flyger är en barnbok av Barbro Lindgren. Den utgavs första gången 1987 och utgör den första delen av Lindgrens tredelade VLMF-epos. Boken redogör för händelser och personer i Barnhans land. Ett land som enligt Lindgrens utsago ligger på andra sidan syrenhäcken. Men man kan, om man lyssnar noga, redan på grusgången höra "Bisamråttans vemodiga röst, kottarnas skrik och dunsarna från Stenkulans hårda lilla kropp."